# Salamon magyar király
Salamon (1053–1087 körül), Magyarország királya 1063 őszétől 1074. márciusi trónfosztásáig. I. András magyar király idősebb fiaként már 1057-ben ifjabb királlyá koronázták, ám 1060-ban nagybátyja, Béla megdöntötte apja uralmát, így menekülniük kellett a Magyar Királyságból. 1063-ban német segítséggel sikeresen visszatért és elfoglalta a trónt, ez alkalmából feleségül vette IV. Henrik német-római császár húgát, Juditot. A következő évben megállapodott unokafivéreivel, Gézával és Lászlóval, akik megkapták az ország egyharmadát kitevő dukátus kormányzását, majd Salamont 1064-ben újból megkoronázták. A gyermekkirály mellett az ország irányítását ekkor anyja, Anasztázia, és ország főurai vitték.
Békés időszak következett, az unokafivérek többízben együtt harcoltak a csehek és besenyők ellen is. Kapcsolatuk az 1070-es évek elejére azonban megromlott és viszállyá fordult, végül a mogyoródi csatában (1074. március 14.) döntő vereséget mértek rá. A trónt I. Géza forglalta el, míg Salamon visszaszorult az ország nyugati részére, csak Moson és Pozsony vármegyéket tudta megtartani. 1081-ben hivatalosan is lemondott a trónról, ám mivel merényletet tervezett az új király, I. László ellen, így börtönbe vetették Visegrádon.
A király 1083-ban, I. István király szentté avatása alkalmából szabadította fel Salamont. Az egykori király többször is megpróbálta visszaszerezni koronáját, ám nem járt sikerrel. Egyes források szerint egy rablóhadjárat során esett el a Bizánci Birodalomban, míg egy későbbi legenda szerint szerzetesnek állt és Pólában hunyt el 1087 körül, ahol később szentként kezdték tisztelni – biztos adatok azonban nem maradtak fenn haláláról.

## Élete

### Ifjúsága

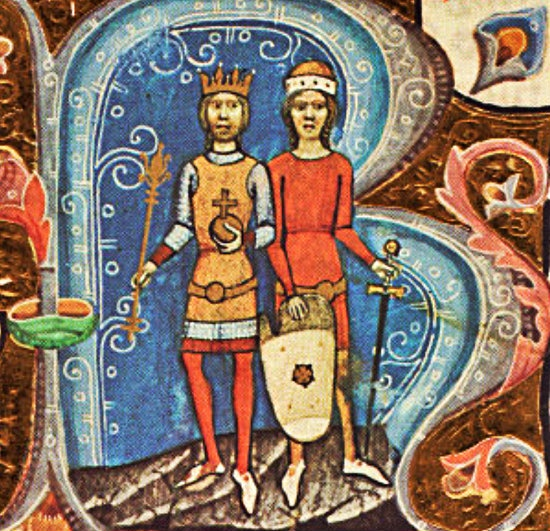
Salamon király és testvére, Dávid királyi herceg (Képes krónika)

Édesapja I. András,Vazul egyik fia volt. Mivel Vazul nem volt elégedett István kiválasztott örökösével, az 1030-as években fellázadt ellene. Az engedetlenséget István keményen megtorolta; Vazult megvakíttatta és az egész családot száműzte. Először Csehországban telepedtek le, Ulrik cseh fejedelem udvarában, majd innen hamarosan lengyel földre távoztak, ahol II. Mieszko látta őket vendégül. Bélát hátrahagyva, András és Levente a kijevi fejedelemhez, Bölcs Jaroszlávhoz utaztak tovább. Feltehetően itt tért át az ortodox kereszténységre és vette fel Oroszország védőszentjének, Szent Andrásnak a nevét (korábbi pogány nevét nem őrizték meg a források). Kijevi száműzetésének éveiben vette feleségül Bölcs Jaroszláv lányát, Anasztáziát. Frigyük azonban sokáig gyermektelen maradt.

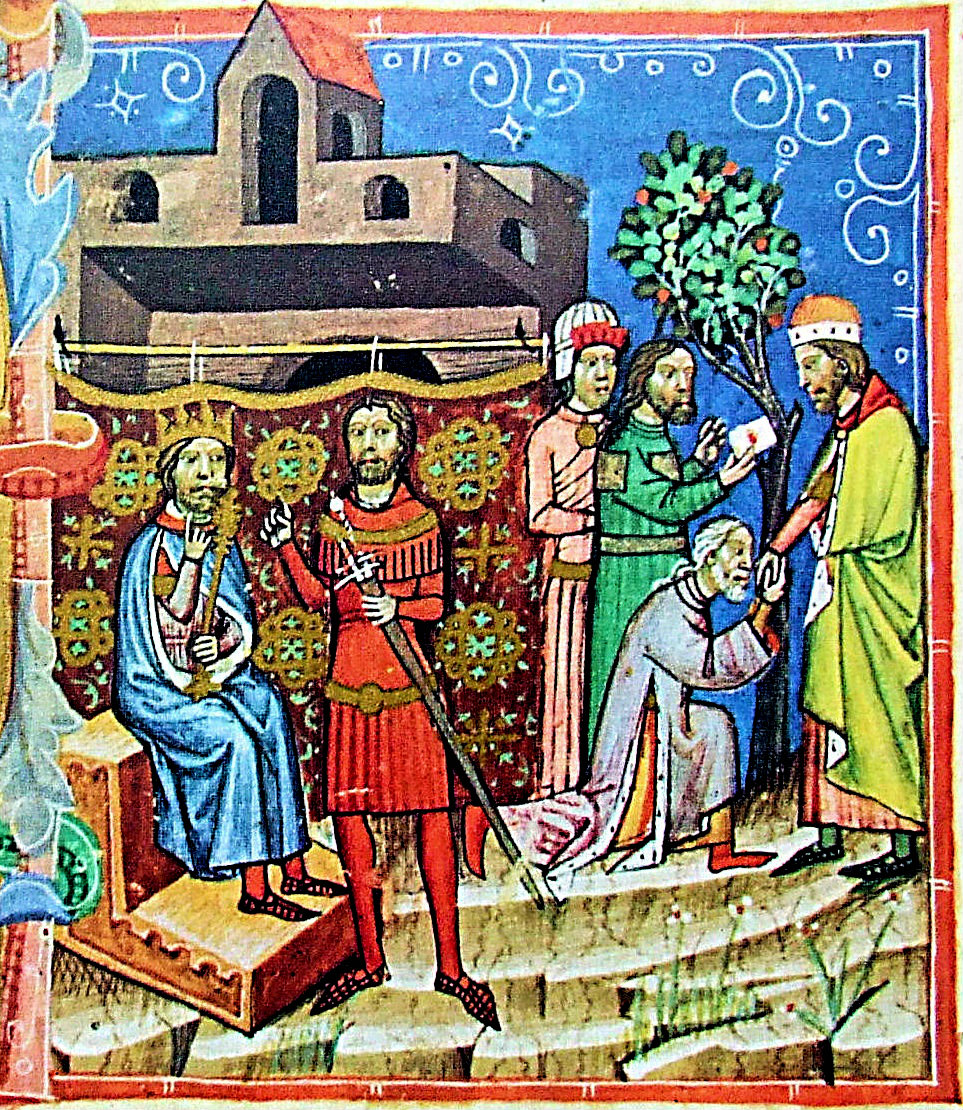
Salamon király és Géza herceg viszályát ábrázoló miniatúra a Képes Krónikában. Elöl a trónon ülő Salamon, mellette Vid ispán, kezében két karddal. A háttérben Géza herceg a hódoló bizánciakkal. Vid ispán ekként uszítja Salamont a herceg ellen: "Miképpen két éles kard nem férhet meg egy hüvelyben, úgy egy országban nem országolhattok ti ketten."

András életében akkor állt be újabb fordulat, amikor a Orseolo Péter ellen szervezkedő magyarok visszahívták a magyar trónra, amit 1046 második felében el is foglalt. Mivel feleségétől nem születtek gyermekei, 1048 körül hazahívta öccsét, Bélát és megtette örökösének.
A Péter elűzésébe bele nem nyugvó német uralkodó III. Henrik többször is Magyarországra tört, de támadásait rendre visszaverték. Ezután kezdődtek meg a béketárgyalások, melyeket már fia, IV. Henrik zárt le. Az 1058-ban született megállapodás egyik eleme egy dinasztikus házasság létrejötte volt, melynek értelmében András 5 éves Salamon fiával eljegyezték IV. Henrik 11 éves Judit nevű nővérét. A békekötést megelőzően Salamont királlyá is koronáztatta apja.
Ezután és az 1059-es tiszavárkonyi találkozó után Béla joggal érezte úgy, hogy nemcsak uralkodói címe, de élete is veszélyben forog, ezért Lengyelországban keresett menedéket. Innen 1060-ban Béla, feleségének unokaöccse, II. Boleszláv támogatásával tért vissza, és megdöntötte András hatalmát. A harcok során András életét vesztette, feleségének és gyermekeinek pedig menekülniük kellett. Az elkövetkező három évet jegyesének testvérénél, Henriknél töltötték az ausztriai Melk városában. Közben a német udvarban is változások történtek, melyről az Altaichi évkönyvek (Annales Altahenses) tájékoztatása alapján tudunk; IV. Henrik anyját, Ágnest Adalbert brémai érsek váltotta a régensi székben. 1063 augusztusában a mainzi gyűlésen úgy határoztak, hogy Salamont vissza kell ültetni a magyar trónra, ezért haddal indultak Magyarország felé. A sereg élén maga az érsek és Nordheimi Ottó álltak. A német fellépés hatásosnak bizonyult, miután a király meghalt, fiai Lengyelországba menekültek, Salamon pedig hamarosan elfoglalhatta a trónt.

### Útja a trónig
Az ország nem lett német hűbéres, de a német hatalmi szférába került. A német befolyást csak erősítette a tény, hogy még osztrák földön 1063-ban Salamon és Judit házasságra léptek. Azonban nem sokkal a német haderő kivonulása után, az év őszén Béla király fiai újra lengyel segédcsapatokkal támadtak az országra. A lengyel haderőt maga II. Boleszláv vezette, de csatlakoztak hozzájuk azok a főurak is, akik korábban Béla hívei voltak, így az új uralkodó alatt háttérbe szorultak. Salamon a túlerő miatt menekülni kényszerült, és a nyugati határszélen, Moson várában talált menedéket. Újabb polgárháború kitörése fenyegetett, melyet azonban a püspököknek diplomáciai úton sikerült megelőznie. Ebben komoly szerepe volt Dezső győri püspöknek. Az egymással szemben álló felek 1064. január 20-án Győrben kötötték meg a viszályt lezáró békét, amelynek értelmében Géza elismeri Salamon uralmát, cserébe megkapja az ország harmadát kitevő hercegséget, a dukátust, melynek vezetésébe bevonta testvérét, Lászlót is (a nyitrai részeket Géza, a biharit László irányította). A megbékélés látványos megnyilvánulásaként Salamon és Géza közösen ünnepelték meg a húsvétot Pécsett, és 1064. április 11-én maga Géza helyezte Salamon fejére a koronát.

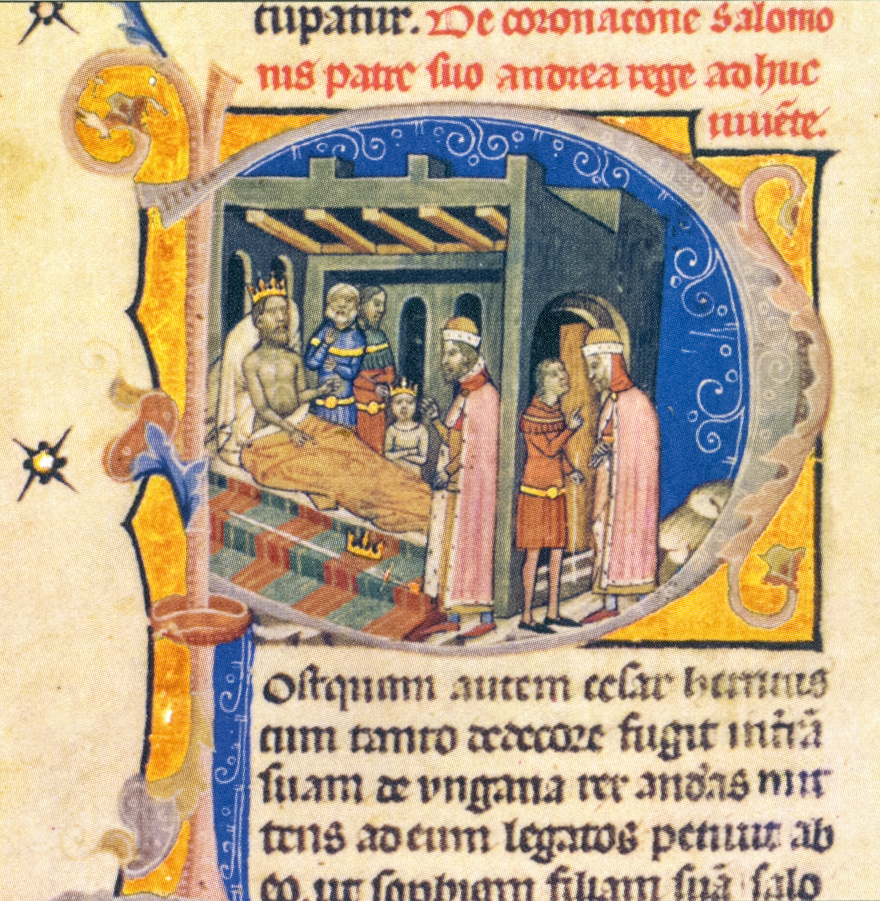
A tiszavárkonyi jelenet, András ágyánál a gyermek Salamon
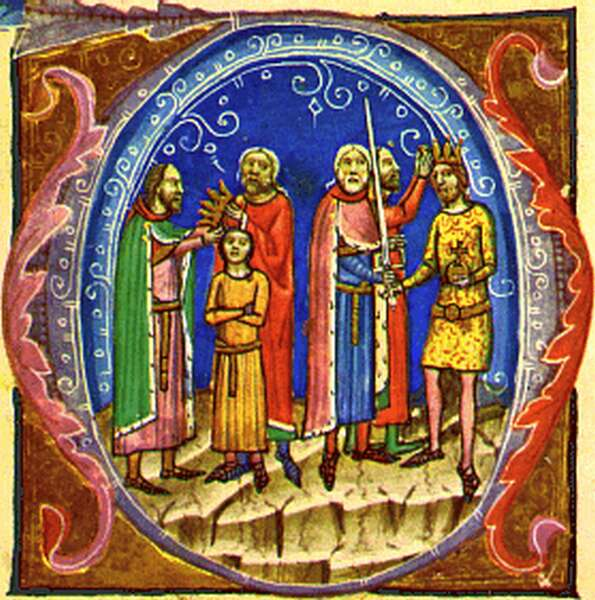
Béla és Salamon
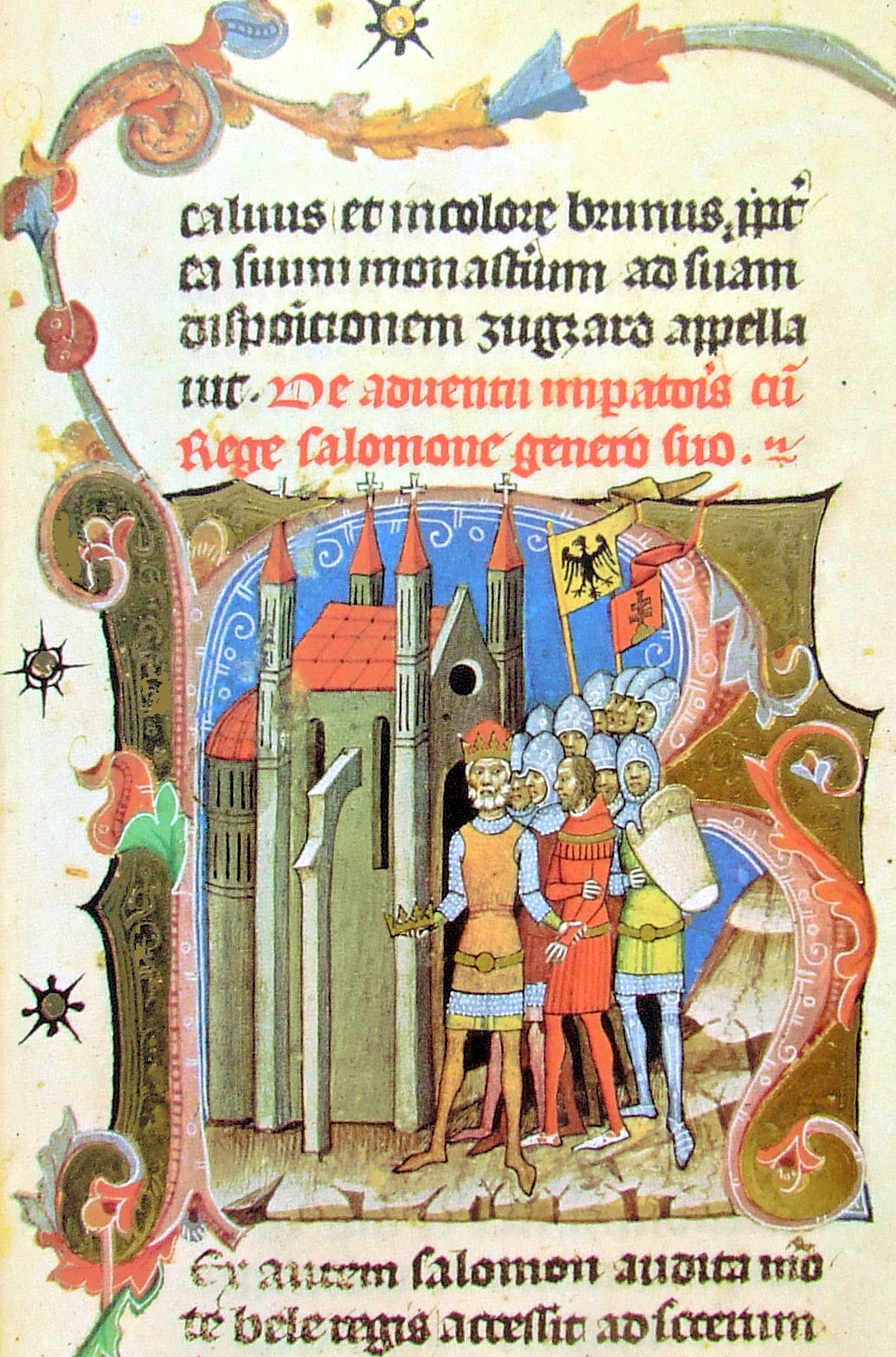
Henrik hatalomra segíti Salamont[m 1]
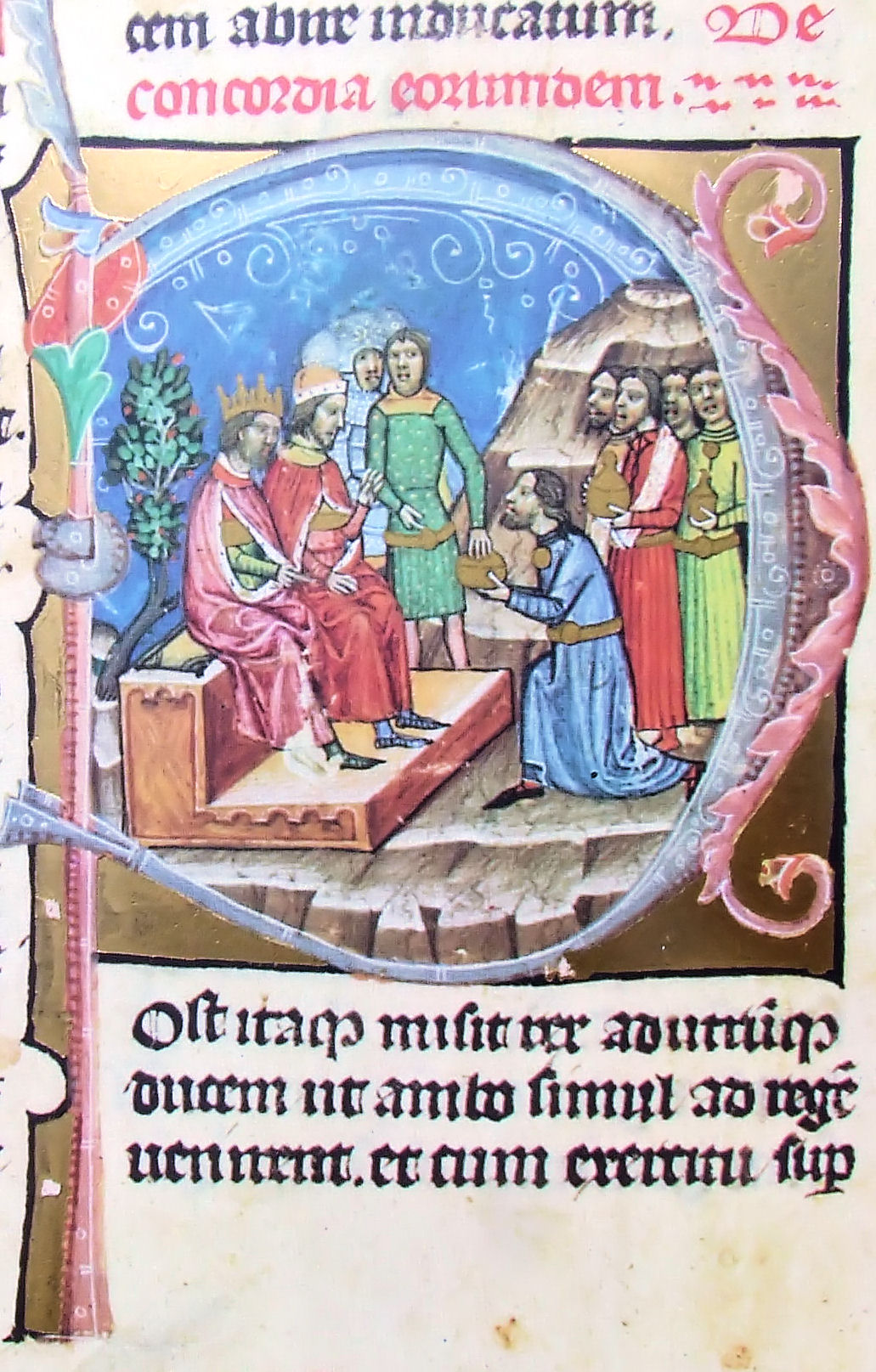
Salamon és Géza fogadja Nis városának hódolatát
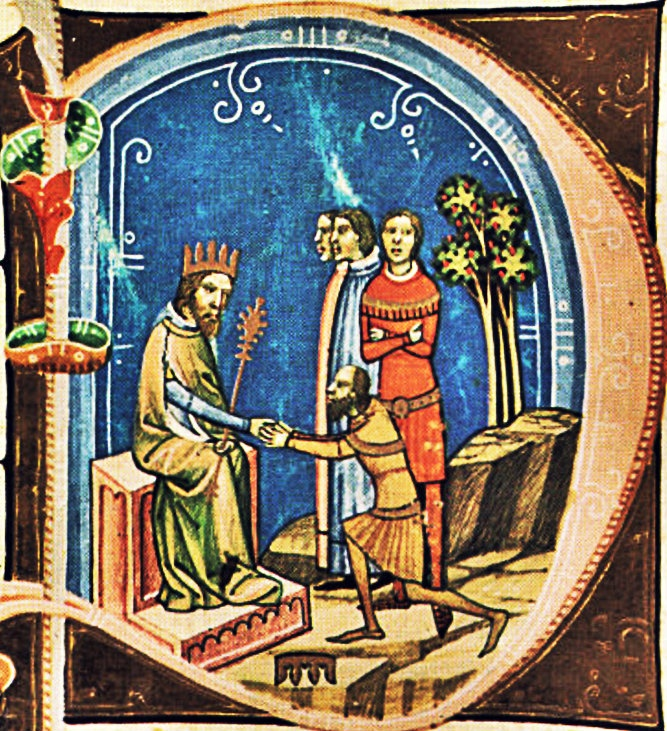
Salamon Henrik segítségét kéri

### Koalíciós kormányzás
Ekkoriban azonban Salamon még mindig gyermek volt (10-11 éves lehetett), ezért az ország irányítását kezdetben anyja és az ország főurai vitték, köztük Vid és Ernye ispán. A kezdeti években egyetértésben folyt a kormányzás, ezt jól mutatják a külföld felé folytatott közös fellépések.
Ezek első példája a horvát bán megsegítésére 1067-ben indított csapatok voltak. Ulric isztriai őrgróf elfoglalta Zvonimir bán Kvarner-öböl körüli területeit. A bán megsegítése családi ügynek is számított, hiszen Zvonimir felesége, Ilona Géza herceg húga volt. A király és herceg segített visszaszerezni Zvonimir elfoglalt területeit.
1068-ban szintén közösen léptek fel Lengyelország oldalán a cseh-lengyel harcokban, melynek során a magyar csapatok Trencsén után csehországi területeken is felléptek (a csehek elleni hadviselés egyik emblematikus figurája volt Opos vitéz).
1068-ban Erdély felől Ozul besenyő-úz vezér csapataival Erdély feldúlása után a Meszesi-kapun át rátörtek a Nyírségre (totam provinciam Nyr) majd a Szamos és Lápos vidékének végigpusztítása után visszavonultak Erdély területére. Salamon király csapatai ekkor - Géza és László hercegekkel - a támadók után nyomultak és vereséget mértek rájuk a Kerlés melletti csatában.
1071-ben a besenyők Valkó vármegyei területeket fosztogattak. A magyar meggyőződés szerint erre a Bizánci Birodalom biztatta fel őket, ezért elhatározták, hogy elfoglalják Belgrádot. Egy besenyő támadást kivédve, 3 hónapi ostrom után sikerült a várost meghódoltatni. Az átadás azonban elvetette a viszály magját a magyarok között, hiszen a várat védő Niketász nem Salamonnak, hanem Gézának adta meg magát.
A hadi zsákmány elosztása felett is viták támadtak a felek között; Salamon a felosztásba azokat is be kívánta vonni, akiknek Géza szabad elmenetelt biztosított. Salamon tanácsnokaival, Vid ispánnal és vejével, Iliával, Radovánnal és Frank gyulafehérvári püspökkel úgy állapodtak meg, hogy a Gézát illető 1/3 helyett csak 1/4-et adnak neki, a többin pedig Salamon, Vid és Ilia osztozik. Tovább fokozta az ellentétet a király és a herceg között, hogy a bizánci császár csak Gézához menesztett követeket.

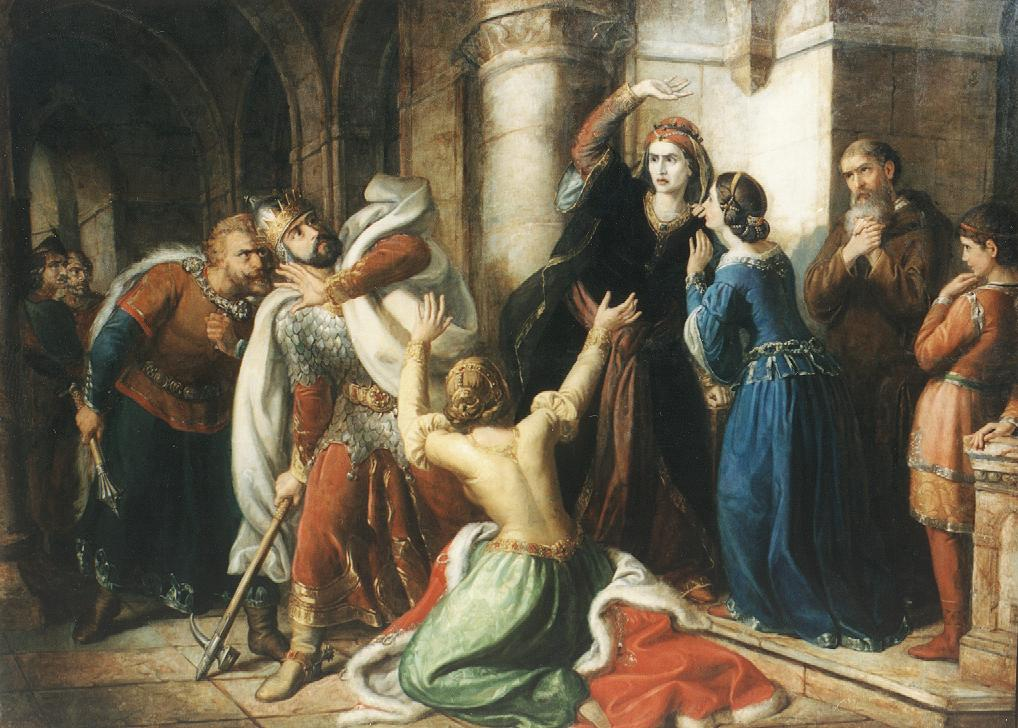
Orlai Petrich Soma: Salamon királyt anyja megátkozza.
A képes Krónika így tudósít: "Kedves fiam, sohasem hallgattál tanácsomra, sem Ernyei tanácsára, sem más híveidre; mindig csak Vid szava után jártál, és íme tönkretetted magadat meg a tieidet! Nemde mindig javallottam és mondottam: elég neked Magyarország koronája, és add békességgel atyádfiainak a hercegséget. Most aztán Vidből nem lehetett herceg, de neked sem lesz többé koronád." A krónikás szerint Salamon haragra gerjedt és csak nejének köszönhetően nem ütötte meg anyját.

Salamon 1072-ben újabb támadást indított Bizánc ellen, ekkor már csak Géza tartott vele, László a Nyírségben maradt csapataival. A hadsereg egészen Nisig hatolt. Ekkorra Salamon már húszas évei elején járt, és a Képes Krónika leírása szerint anyja jótékony hatása alól kikerülve sokkal inkább hallgatott Vid ispánra, aki tanácsaiban folyamatosan a hercegek elveszejtésére buzdította. 1073-ban ha nem is fegyveres, de nyílt konfliktus bontakozott ki a két oldal között, de egyelőre a diplomácia eszközeivel sikerült megóvni a békét. Először 1073-ban született megállapodás az esztergomi szigeten, majd 1073. november 11-étől 1074. április 24-éig tartó fegyvernyugvásban állapodtak meg. Azonban mindketten elkezdtek szövetségeseket keresni; Salamon a németek felé tapogatózott, Géza pedig először a Kijevi Ruszba, Csehországba és Lengyelországba küldte öccseit, mivel mindhárom udvarban rokoni kapcsolatokkal rendelkeztek.

### Megosztott királyság
Salamon sikerrel járt sógoránál, és egy német haddal Gézára támadott. A Kemejnél (Szolnok közelében) 1074. február 26-án lezajlott ütközetben a magyar-német hadak súlyos vereséget mértek Gézára, akit váratlanul ért a támadás, és ezt súlyosbította embereinek (Petrud, Bikás és Zounok ispánok) árulása. Ezért a csatát nem a győzelemért vívta, hanem biztos visszavonulását akarta kiharcolni Vác felé. Ott találkozott László öccsével és sógora, I. Ottó (1045-1087) olmützi herceg segélyhadával. Salamon, aki nem tudott az erősítésről, üldözni kezdte Gézát, és 1074. március 14-én Mogyoródnál újra összecsaptak. Ezúttal Salamon szenvedett vereséget, és menekülni kényszerült. Opos vitézzel sikerült a nyugati határig jutnia és ott Pozsony és Moson várában berendezkednie. A hercegek sorra vették birtokukba a várakat (Kapuvár, Baboth és Székesfehérvár), amivel Géza lett az ország nagyobb hányadának az ura.
Ezzel az országnak két uralkodója lett: Salamon, aki a nyugati határszélen feltehetően csak egy keskeny sávot birtokolt, és Géza, az ellenkirály, aki az ország nagy részét uralta. Salamon nem nyugodott bele országa elvesztésébe, hanem sógorához, IV. Henrikhez fordult segítségért, aki 1074 nyarán meg is indult csapataival Magyarország felé. Cserébe hatalmas árat kellett fizetnie: Salamon a királyságot ajánlotta hűbérül, így kockáztatva az ország függetlenségét. Salamon csekély haderejével Nyitránál harcolt, sikertelenül. A császári haderő Vácig nyomult előre, de nem sok sikert ért el, mert a felperzselt föld taktikáját használó magyarok kiéheztették, és vissza kellett fordulniuk. Judit velük tartott, Salamon viszont Pozsonyban maradt. Ettől kezdve mindkét király azon munkálkodott, hogy hatalmát kizárólagossá tegye. A következő években folyamatos harcokkal és tárgyalásokkal próbálták hatalmukat legitimálni, de csak a szemben álló felek változtak, ugyanis Géza halála után László lett az új ellenkirály. A határszélre szorult Salamon megmaradt királyságában királyként viselkedett; gyakorolta uralkodói jogait és pénzt veretett.

### Trónvesztése
Salamon helyzete azonban egyre kilátástalanabbá vált, ugyanis sógorát, Henriket saját belügyei, illetve a pápával folytatott torzsalkodásai kötötték le. Csupán 1079 tavaszán küldött csapatokat Salamon megsegítésére, de az sem offenzív jellegű volt, mindössze a birtokolt országrész megtartására irányult. Salamon feleségén, Juditon keresztül megkereste VII. Gergely pápát is, aki 1075. január 10-én kelt levelében arról értesítette Salamont, hogy ha neki fogad hűséget, számíthat támogatására. Henriknek közben saját országában is ellenfele akadt Rudolf személyében, akit László is támogatott, illetve leányát feleségül is vette.
1081 tavaszán Salamon kilátástalan helyzetében úgy döntött, lemond a trónról, megfelelő - volt királyhoz méltó - ellátásért cserébe. Ebbéli elhatározása nem minősült tartósnak, mert már 1081-1082 körül összeesküvést szőtt László ellen. Terve azonban László tudomására jutott, aki elfogatta Salamont és Visegrádon börtönbe záratta. 1083-ban, István, Imre herceg és Gellért püspök szentté avatásakor azonban kegyelemben részesült és szabadon bocsátották. Még ekkor sem mondott le a magyar koronáról, így első útja Regensburgba vezetett, Henrikhez, aki újra elutasító választ adott, mert még mindig a pápával hadakozott. Ezután a moldvai besenyőknél próbált szövetségest szerezni; megállapodott vezetőjükkel, Kuteskkel, hogy ha segít visszaszerezni trónját, nekik adja Erdélyt, illetve elveszi feleségül a besenyő vezér leányát. Az 1085-ben meginduló hadjárat során László Munkács vagy Kisvárda környékén vereséget mért Salamonra és megsemmisítette a sereget, a Thuróczi-krónika szavaival: „ mint a karvaly körmétől megtépett rucák” futva menekültek. Salamon ezek után is kitartott a besenyőkkel kötött szövetség mellett, és a Macedónia vidékén tanyázó Celgu vagy Cselgu vezérhez csatlakozott, aki 1087-ben a Bizánci Birodalom ellen vezetett hadjáratot. Salamon a rablóhadjáratnak során veszthette életét, miután a tél során egy várba zárkóztak, amit a bizánciak körülzártak, és hogy az éhhaláltól megmeneküljenek, kitörtek.

## Családja
Sváb Judit hercegnővel kötött házasságából nem született gyermeke, és a ránk maradt források alapján házasságuk sem volt idilli. Mikor Salamon 1083-ban felkereste Henriket, hogy újra segítséget kérjen tőle, megpróbálta feleségével is felújítani kapcsolatát, de a német forrás a következőket írta: „a hitvesi hűséget annyi ideig egyikőjük sem tartotta meg, hanem restelkedés nélkül kölcsönösen megcsalták egymást.” A német források szerint azonban született egy közös leányuk, Zsófia († kb. 1100), aki ismeretlen időpontban Poppo von Berg-Schelklingen gróf felesége lett. Judit miután halálhírét vette férjének, rövidesen újra megházasodott, új férje a lengyel fejedelem, I. Ulászló lett, kinek három gyermeket szült.
|             |             |             |             |             |             |            |            |  |  |       |       |       |       |       |       |              |              |              |              |              |              |            |            |            |            |          |          |          |          | Mihály   | Mihály   | Mihály    | Mihály    | Mihály    | Mihály    |           |           | Ismeretlen | Ismeretlen | Ismeretlen | Ismeretlen | Ismeretlen | Ismeretlen |            |            |            |            |         |         |           |           |           |           |           |           |         |         |         |         |         |         |         |         |  |  |  |  |
|             |             |             |             |             |             |            |            |  |  |       |       |       |       |       |       |              |              |              |              |              |              |            |            |            |            |          |          |          |          | Mihály   | Mihály   | Mihály    | Mihály    | Mihály    | Mihály    |           |           | Ismeretlen | Ismeretlen | Ismeretlen | Ismeretlen | Ismeretlen | Ismeretlen |            |            |            |            |         |         |           |           |           |           |           |           |         |         |         |         |         |         |         |         |  |  |  |  |
|             |             |             |             |             |             |            |            |  |  |       |       |       |       |       |       |              |              |              |              |              |              |            |            |            |            |          |          |          |          |          |          |           |           |           |           |           |           |            |            |            |            |            |            |            |            |            |            |         |         |           |           |           |           |           |           |         |         |         |         |         |         |         |         |  |  |  |  |
|             |             |             |             |             |             |            |            |  |  |       |       |       |       |       |       | I. Jaroszláv | I. Jaroszláv | I. Jaroszláv | I. Jaroszláv | I. Jaroszláv | I. Jaroszláv |            |            | Ingegerd   | Ingegerd   | Ingegerd | Ingegerd | Ingegerd | Ingegerd |          |          |           |           | Vazul     | Vazul     | Vazul     | Vazul     | Vazul      | Vazul      |            |            | Ismeretlen | Ismeretlen | Ismeretlen | Ismeretlen | Ismeretlen | Ismeretlen |         |         |           |           |           |           |           |           |         |         |         |         |         |         |         |         |  |  |  |  |
|             |             |             |             |             |             |            |            |  |  |       |       |       |       |       |       | I. Jaroszláv | I. Jaroszláv | I. Jaroszláv | I. Jaroszláv | I. Jaroszláv | I. Jaroszláv |            |            | Ingegerd   | Ingegerd   | Ingegerd | Ingegerd | Ingegerd | Ingegerd |          |          |           |           | Vazul     | Vazul     | Vazul     | Vazul     | Vazul      | Vazul      |            |            | Ismeretlen | Ismeretlen | Ismeretlen | Ismeretlen | Ismeretlen | Ismeretlen |         |         |           |           |           |           |           |           |         |         |         |         |         |         |         |         |  |  |  |  |
|             |             |             |             |             |             |            |            |  |  |       |       |       |       |       |       |              |              |              |              |              |              |            |            |            |            |          |          |          |          |          |          |           |           |           |           |           |           |            |            |            |            |            |            |            |            |            |            |         |         |           |           |           |           |           |           |         |         |         |         |         |         |         |         |  |  |  |  |
|             |             |             |             |             |             |            |            |  |  |       |       |       |       |       |       |              |              |              |              |              |              |            |            |            |            |          |          |          |          |          |          |           |           |           |           |           |           |            |            |            |            |            |            |            |            |            |            |         |         |           |           |           |           |           |           |         |         |         |         |         |         |         |         |  |  |  |  |
| III. Henrik | III. Henrik | III. Henrik | III. Henrik | III. Henrik | III. Henrik |            |            |  |  |       |       | Ágnes | Ágnes | Ágnes | Ágnes | Ágnes        | Ágnes        |              |              | Anasztázia   | Anasztázia   | Anasztázia | Anasztázia | Anasztázia | Anasztázia |          |          |          |          |          |          | I. András | I. András | I. András | I. András | I. András | I. András |            |            |            |            |            |            | I. Béla    | I. Béla    | I. Béla    | I. Béla    | I. Béla | I. Béla |           |           |           |           |           |           | Richeza | Richeza | Richeza | Richeza | Richeza | Richeza |         |         |  |  |  |  |
| III. Henrik | III. Henrik | III. Henrik | III. Henrik | III. Henrik | III. Henrik |            |            |  |  |       |       | Ágnes | Ágnes | Ágnes | Ágnes | Ágnes        | Ágnes        |              |              | Anasztázia   | Anasztázia   | Anasztázia | Anasztázia | Anasztázia | Anasztázia |          |          |          |          |          |          | I. András | I. András | I. András | I. András | I. András | I. András |            |            |            |            |            |            | I. Béla    | I. Béla    | I. Béla    | I. Béla    | I. Béla | I. Béla |           |           |           |           |           |           | Richeza | Richeza | Richeza | Richeza | Richeza | Richeza |         |         |  |  |  |  |
|             |             |             |             |             |             |            |            |  |  |       |       |       |       |       |       |              |              |              |              |              |              |            |            |            |            |          |          |          |          |          |          |           |           |           |           |           |           |            |            |            |            |            |            |            |            |            |            |         |         |           |           |           |           |           |           |         |         |         |         |         |         |         |         |  |  |  |  |
|             |             |             |             |             |             |            |            |  |  |       |       |       |       |       |       |              |              |              |              |              |              |            |            |            |            |          |          |          |          |          |          |           |           |           |           |           |           |            |            |            |            |            |            |            |            |            |            |         |         |           |           |           |           |           |           |         |         |         |         |         |         |         |         |  |  |  |  |
|             |             | IV. Henrik  | IV. Henrik  | IV. Henrik  | IV. Henrik  | IV. Henrik | IV. Henrik |  |  | Judit | Judit | Judit | Judit | Judit | Judit |              |              | Salamon      | Salamon      | Salamon      | Salamon      | Salamon    | Salamon    |            |            | Adelhaid | Adelhaid | Adelhaid | Adelhaid | Adelhaid | Adelhaid |           |           | Dávid     | Dávid     | Dávid     | Dávid     | Dávid      | Dávid      |            |            | I. Géza    | I. Géza    | I. Géza    | I. Géza    | I. Géza    | I. Géza    |         |         | I. László | I. László | I. László | I. László | I. László | I. László |         |         | Lampert | Lampert | Lampert | Lampert | Lampert | Lampert |  |  |  |  |
|             |             | IV. Henrik  | IV. Henrik  | IV. Henrik  | IV. Henrik  | IV. Henrik | IV. Henrik |  |  | Judit | Judit | Judit | Judit | Judit | Judit |              |              | Salamon      | Salamon      | Salamon      | Salamon      | Salamon    | Salamon    |            |            | Adelhaid | Adelhaid | Adelhaid | Adelhaid | Adelhaid | Adelhaid |           |           | Dávid     | Dávid     | Dávid     | Dávid     | Dávid      | Dávid      |            |            | I. Géza    | I. Géza    | I. Géza    | I. Géza    | I. Géza    | I. Géza    |         |         | I. László | I. László | I. László | I. László | I. László | I. László |         |         | Lampert | Lampert | Lampert | Lampert | Lampert | Lampert |  |  |  |  |

## A legendás Salamon
A kalandos sorsú király életét számos legenda övezi. 
Viadal Lászlóval

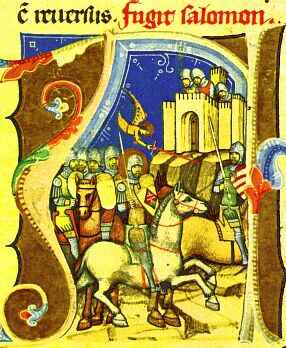
László (feje felett az angyallal) és Salamon viadala a Képes krónika ábrázolásán

A pozsonyi vár ostromakor mind László, mind Salamon álruhát öltve indult viadalba. Amikor Salamon közel ért Lászlóhoz, észrevette, hogy László herceg feje fölött két angyal lebegett, tüzes karddal védelmezve őt. Salamon ettől megrémült és visszafutott a várba. Amikor emberei megkérdezték, miért menekült el egy ember elől, mikor máskor néggyel-öttel is elbánik, csak annyit tudott mondani, hogy nem ember az, hiszen tüzes kardokkal védelmezik.
„Fénylik, mint a Salamon töke”
Visegrádi fogsága alatt, zárkájának (Salamon-torony – nem azonos a ma láthatóval) ajtajait befalazták, ablakait letakarták, de hogy este is biztonságban tudják az őrizetben lévő királyt, alaposan megvilágították a tornyot, erre a célra pedig töklámpásokat használtak. Más elgondolás szerint Salamon saját bűneit megbánva, úgy próbált vezekelni, hogy ablakában töklámpást égetve világított a Dunán hajózóknak. Megint mások szerint a kivilágított torony egyik „mellékhatása” volt a dunai hajósok segítése, és ők kezdték el emlegetni Salamon tökét.
Fogságából való kiszabadulását is legendák övezik. Ezek szerint miután László elhatározta, hogy szentté avatja királyelődeit, egy Karitas nevű apáca megjósolta, hogy addig nem fogják tudni exhumálni Istvánt, amíg a királyi családban nincs béke. Ennek következtében engedték szabadon Salamont.
Rejtélyes halál és utóélet

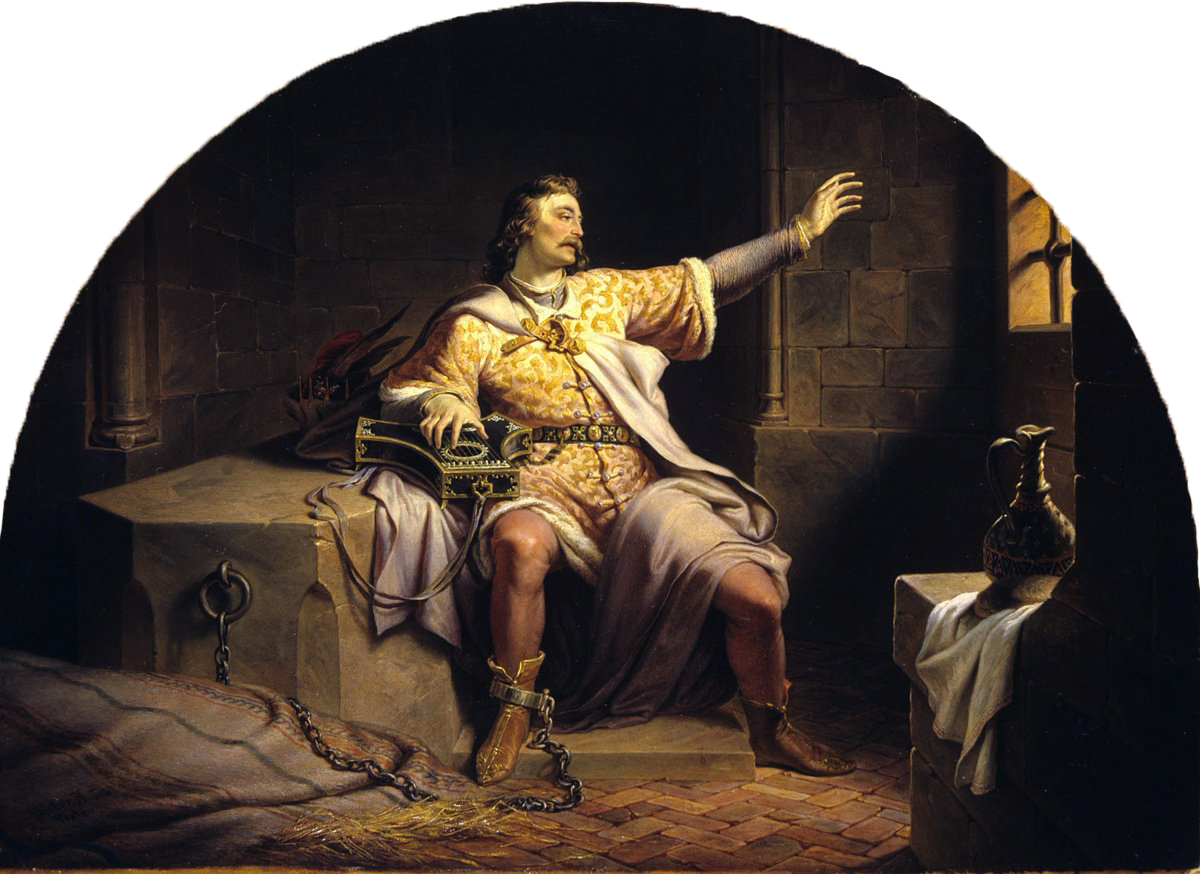
Weber Henrik: Salamon király a börtönben

A Képes Krónika szerint a vesztes besenyő hadjárat után Salamon otthagyta a besenyőket és vallásos életre tért, hátralévő életét a zarándoklatok, böjtölés és imádság töltötte ki. Kézai művében megemlíti, hogy álruhában egyszer megjelent a Székesfehérváron alamizsnát osztó László király előtt, de mivel a király felismerte, úgy döntött, inkább elmenekül. A Képes Krónika azt is tudni véli, hogy egyszer még Könyves Kálmán király (ur.: 1095–1116) idejében is járt Magyarországon.
Az események után az Adriai-tenger melletti Pólában telepedett le és talán itt is hunyt el. Pólában vadgyümölcsöket, gyökereket evett, méhészkedett. Sárból tapasztotta ágyát, és saját kezével készített mécsesét sokáig látványosságként mutatták be az érdeklődőknek, lakhelyéül szolgáló barlangját pedig azon a domboldalon vélték tudni, amelyen a Fort San Michele erőd állt. Az ezredéves kiállításon a póla-parenzói püspökség (Porečko-pulska biskupija) állítólagos sírkövét ki is állította, melyen az „Itt nyugszik a legkiválóbb Salamon, Magyarország királya (Hic requiescit illustrisimus Salamon Rex Panoniae)” felirat látható. A sírkő jelenleg a Pólai Régészeti Múzeum (Arheološki muzej Istre u Puli) gyűjteményében található. 1487-ben Michele Orsini, Póla püspöke Salamon ereklyéit ünnepélyesen felemelte, és a székesegyházba vitette, tényleges kanonizációs eljárásról azonban nincsenek adatok, de 1695-ben Hevenesi Gábor jezsuita szerzetes a „Régi magyar szentség” című művében már Salamont is az Árpád-házi szentek közé sorolja. Emléknapja október 29. Így ír a király haláláról:
„Később ismét háborút kezdett, de László újra legyőzte, s akkor a Szentlélek megvilágosítására fölismervén a mulandó dolgok hiúságát, titokban elhagyta a csatateret, letette a koronát és a sisakot, és magányba vonult. Itt megtapasztalta, hogy senki sem boldogabb annál, akit a világ gyűlöl. Barlangokban rejtőzött, füvek és vadalma volt az eledele, száraz lomb volt az ágya, forrásvíz az itala, s vadak bőre a ruhája. Böjtölt, vezekelt, éjjel-nappal imádkozott, és kereste a környéken lakó szent remetéket. Végül teljesen ismeretlenül 1077-ben fejezte be földi életét az isztriai Polában, ahol minden évben szeptember 28-án ünneplik, s szent testének ereklyéit nagy tisztelettel őrzik.”
Egy XII. századbeli följegyzés szerint azonban (Florianus, Fontes IV., 88.) „extra muros Albe”, azaz talán Belgrád falain kívül temették el.

## Emlékezete
- A király Kisfaludy Károly Ilka, vagy Nándorfehérvár bevétele című, 1819-es hazai drámájának főszereplője.
- Vörösmarty Mihály Salamon című versében és Salamon király című ötfelvonásos szomorújátékban (1827) foglalkozott személyével.
- Szigligeti Ede 1861-ben A trónvesztett címmel történelmi drámájában dolgozta fel a király történetét.
- Czakó Gábor: Aranykapu - Boldog Salamon király (1999) regénye.
- Pozsgai Zsolt: A gyermekkirály című drámájában foglalkozik a kor eseményeivel.
- Salamon volt az egyik fő karakter az 1060–1070-es évek trónviszályait feldolgozó Sacra Corona című mozifilmben, a királyt Horkay Péter (gyerekként Jobbágyi Máté) alakította.